# K-Market
K-Market Oy est une chaîne de petits et moyens magasins de vente de produits alimentaires basée à Helsinki en Finlande.
K-Market Oy est une filiale de Kesko.

## Présentation
En 2018, il y avait plus de 800 magasins K-Market en Finlande.
Comme dans toutes les enseignes du groupe K-ryhmä, le commerçant est un entrepreneur indépendant.

## Rénovation
Tous les magasins K-Market ont été rénovés entre 2016 et 2018

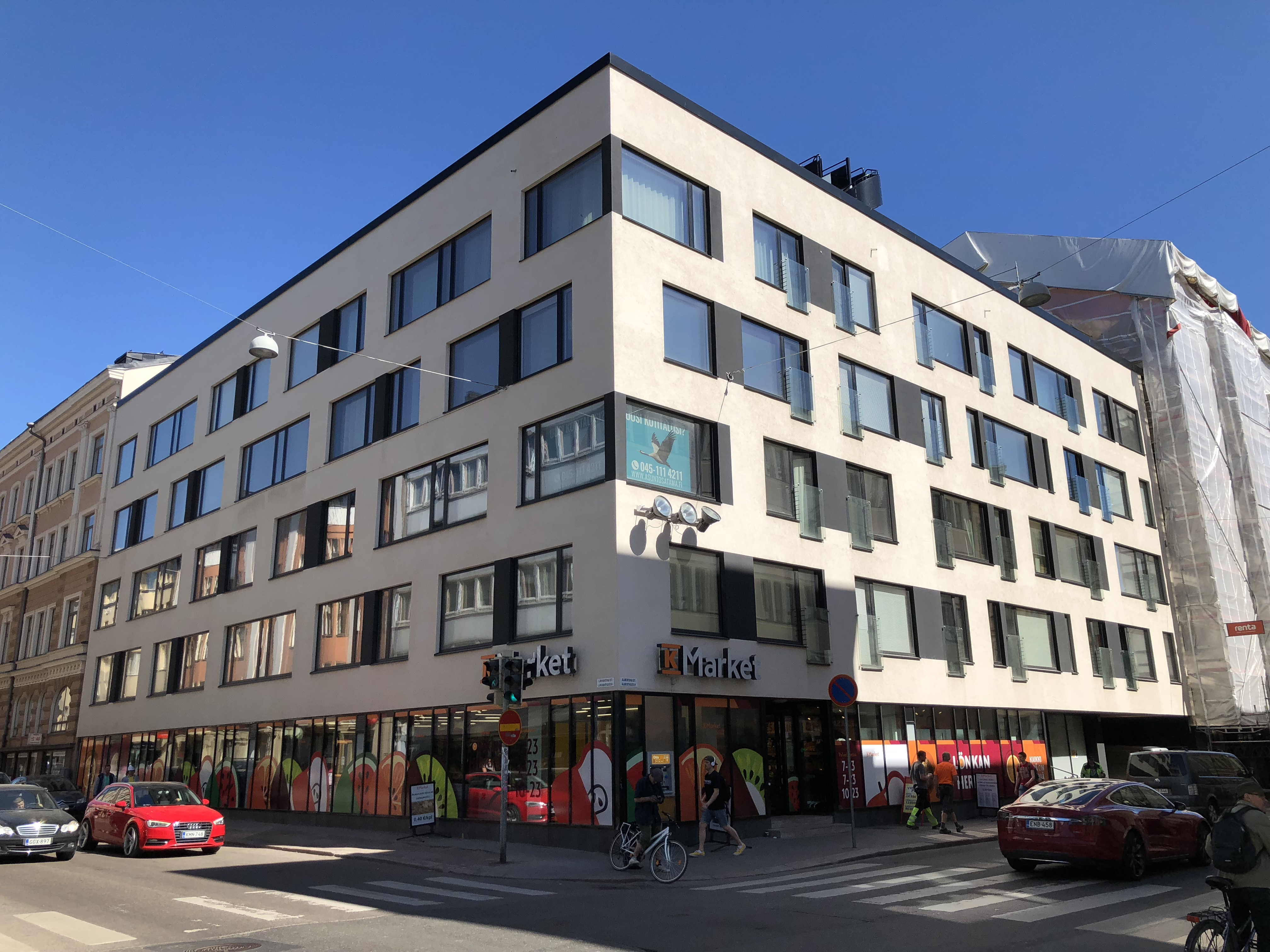
Coin de Lönnrotinkatu et Albertinkatu à Helsinki en 2018.
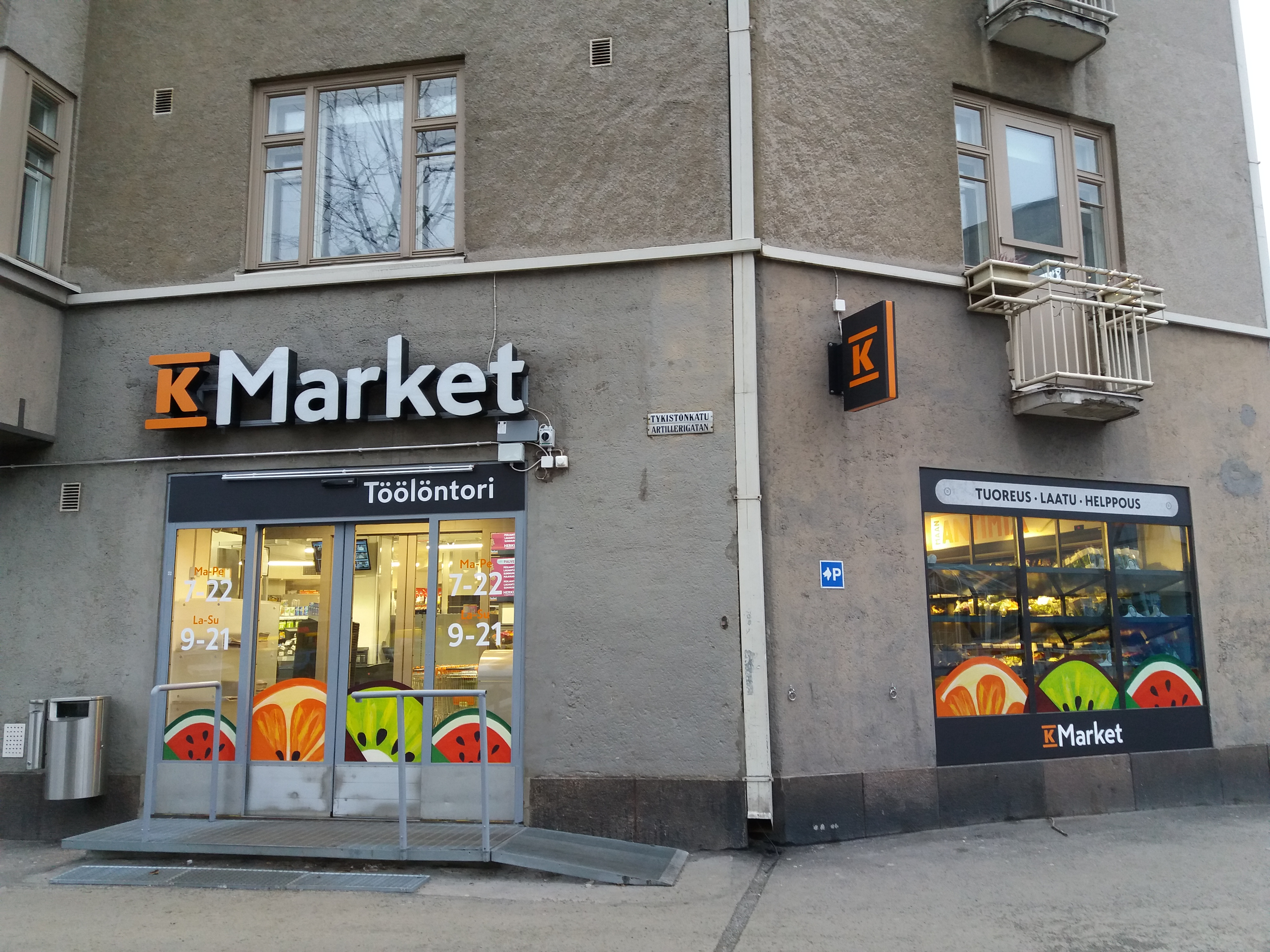
K-Market de Töölöntori  en janvier 2017.
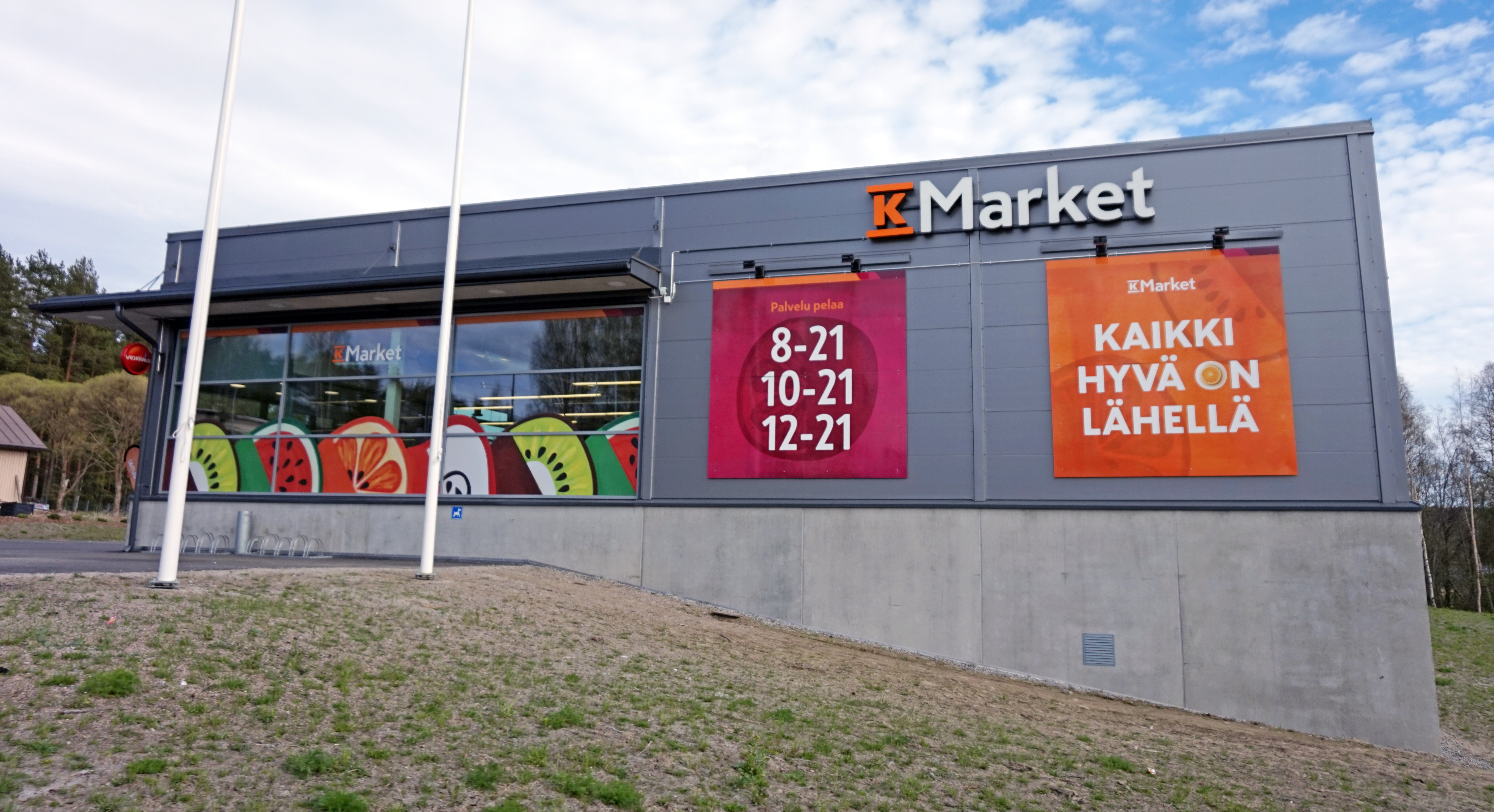
K-Market de Muurame en 2017.
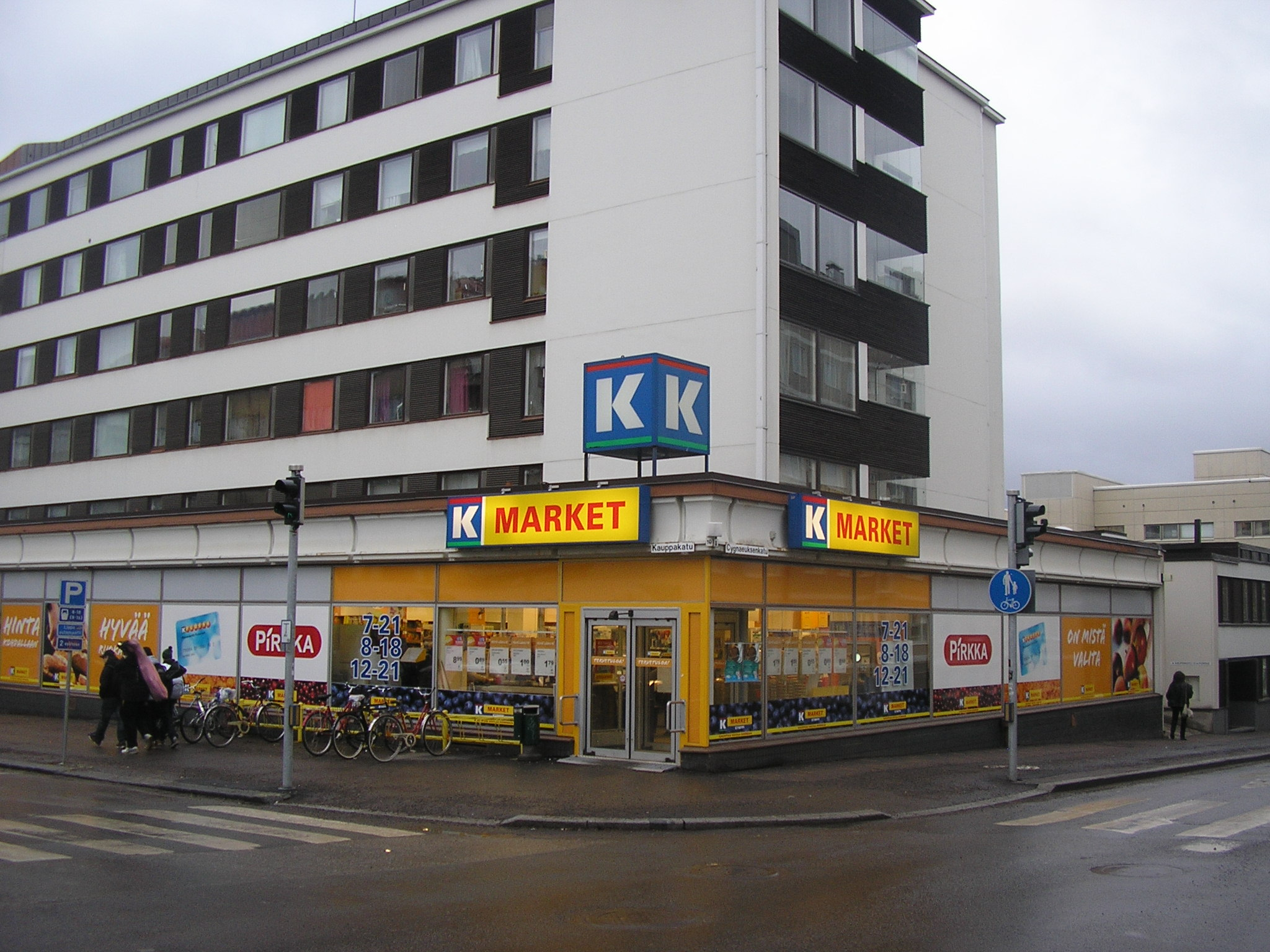
Ancien aspect des K-Market Kymppi à Jyväskylä en 2009.